# Victor Preda
Victor Preda (n. 20 noiembrie 1912, București – d. 10 aprilie 1982, Cluj-Napoca) a fost un biolog român, membru titular al Academiei Române.